# Pietro Diana (peintre)
Pietro Diana, né le 28 décembre 1931 à Milan et décédé le 12 octobre 2016, est un imprimeur, graveur, dessinateur et créateur d'« automates » italien, .